# Chrysso cyclocera
Chrysso cyclocera är en spindelart som beskrevs av Zhu 1998. Chrysso cyclocera ingår i släktet Chrysso och familjen klotspindlar. Inga underarter finns listade i Catalogue of Life.